# Alois Praprotnik
Alois Valentin Konstantin Praprotnik (6. února 1854 Bovec – 6. ledna 1919 Vídeň) byl rakousko-uherský admirál slovinského původu. Jako absolvent námořní akademie sloužil u c. k. námořnictva od roku 1872. Kromě služby na různých lodích působil i jako pedagog nebo v námořní administraci. V letech 1901–1902 absolvoval cestu kolem světa a poté byl velitelem několika válečných lodí. V závěru kariéry zastával post prezidenta Námořní technické kontrolní komise (1906–1907) a v roce 1909 byl penzionován v hodnosti kontradmirála.

## Životopis

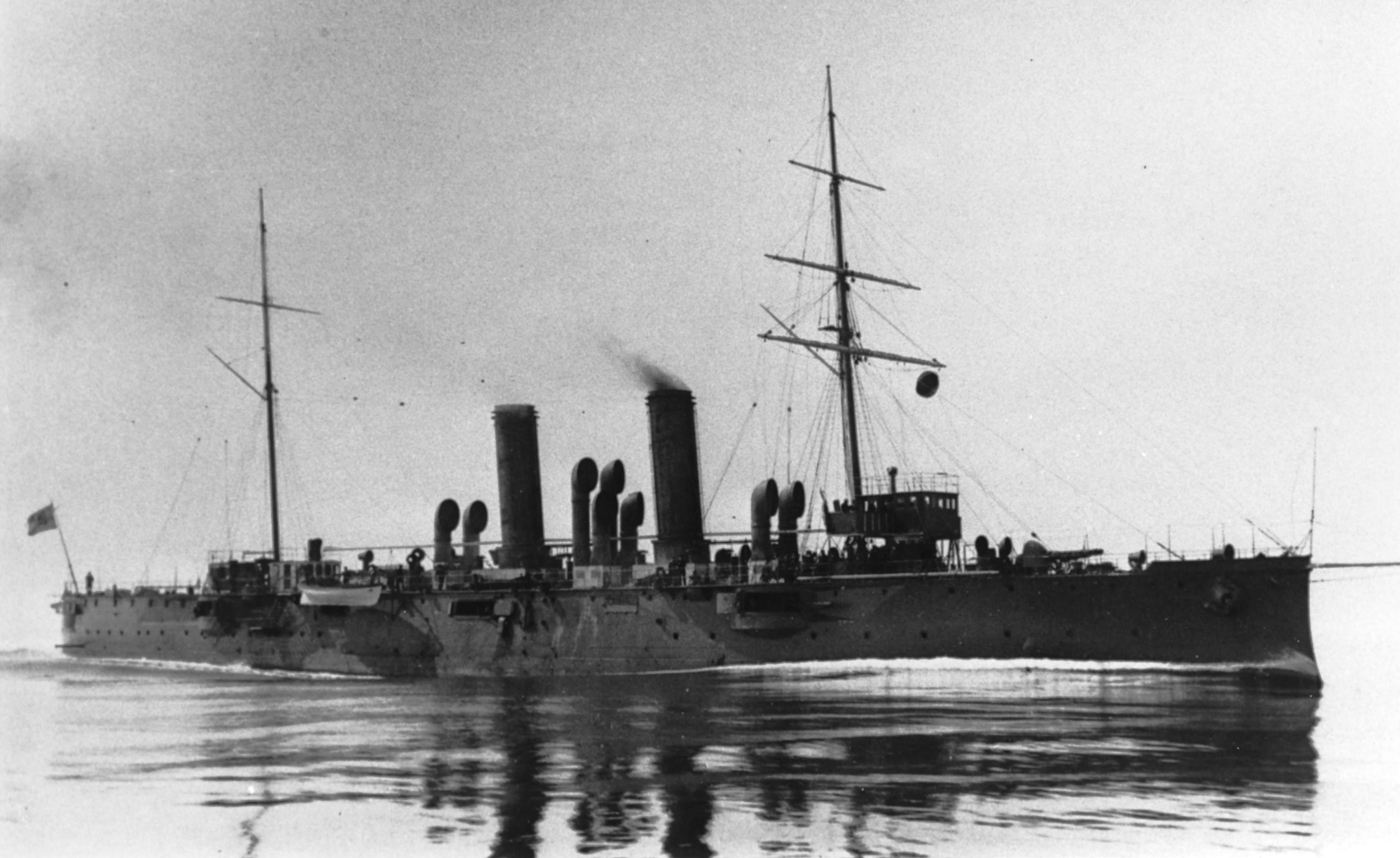
Křižník SMS Szigetvár, na němž Alois Praprotnik absolvoval cestu kolem světa (1901–1902)

Pocházel z rodiny lesníka Franze Praprotnika, později úředníka u námořnictva. Alois získal první vzdělání na německé reálce v Benátkách a námořní reálce v Pule, v letech 1868–1872 studoval na C. k. námořní akademii v Rijece. Jako kadet vstoupil k námořnictvu v roce 1872 a další průpravu získal na cvičné lodi SMS Adria. V roce 1876 získal hodnost praporčíka a tři roky strávil u jednotek námořní pěchty v Pule. Poté vystřídal službu na různých lodích, věnoval se výcviku kadetů na cvičné lodi SMS Novara (1880-1882) a absolvoval kurz pro důstojníky dělostřelectva. 
Postupoval v hodnostech (poručík II. třídy 1884, poručík I. třídy 1887), mimo jiné působil u námořního arzenálu v Pule a v dalších letech prvním důstojníkem na dělových člunech SMS Kerka (1887–1888) a SMS Albatros (1893–1895). V letech 1895–1898 byl prvním důstojníkem na bitevní lodi SMS Monarch a mezitím byl povýšen na korvetního kapitána (1. května 1897). Ve Středomoří se dvakrát plavil na admirálské jachtě SMS Fantasie vrchního velitele námořnictva admirála Spauna (1896, 1899) a působil také v administraci u Námořního technického výboru (Marine-technisches Comité).

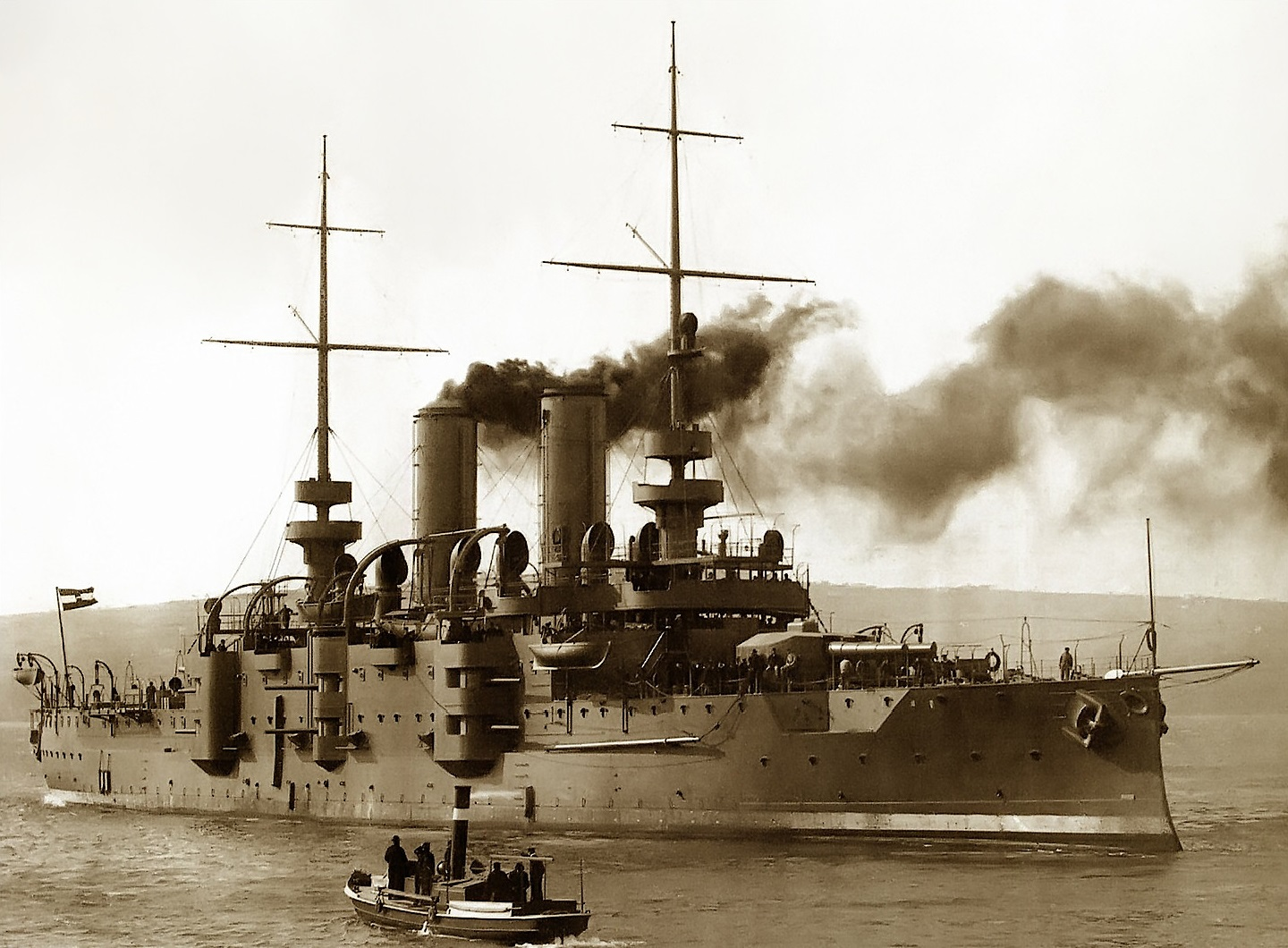
Bitevní loď SMS Babenberg, vlajková loď Aloise Praprotnika v letech 1905–1906

K datu 1. května 1900 byl povýšen na fregatního kapitána a jako velitel křižníku SMS Szigetvár absolvoval roční plavbu do Karibiku a severní Ameriky (1901–1902). Po návratu do Evropy se zúčastnil manévrů německého císařského námořnictva v Kielu a palubu lodi navštívil císař Vilém II. Poté ještě krátce kotvil v dalších přístavech Severního a Baltského moře (Stockholm, Kodaň, Edinburgh, Kronštadt).
Po návratu byl přidělen ke sborovému námořnímu velitelství v Pule (1902–1903) a námořní základně v Terstu (1903–1905). Mezitím byl ke dni 1. května 1904 povýšen na kapitána řadové lodi. V rámci eskadry byl od června 1905 do června 1906 velitelem bitevní lodi SMS Babenberg. V letech 1906–1907 zastával funkci prezidenta Námořní kontrolní technické komise (Maritim-technische Kontroll-Kommission). V září 1907 byl bez bližšího zařazení přeložen ke sborovému námořnímu velitelství v Pule a  v listopadu odeslán na dlouhodobou dovolenou. K datu 1. ledna 1909 byl penzionován a při té příležitosti obdržel hodnost kontradmirála.
Po odchodu do výslužby se trvale usadil ve Vídni, ve veřejném životě zůstal aktivní jako člen Rakouské společnosti pro podporu lodní dopravy (Österreichischer Flottenverein). Zemřel ve Vídni 6. ledna 1919 ve věku 64 let.

## Řády a vyznamenání
Během služby u námořnictva se stal nositelem několika vysokých ocenění v Rakousku-Uhersku i v zahraničí.

### Rakousko-Uhersko
- Služební odznak pro důstojníky III. třídy (1897)
- Jubilejní pamětní medaile (1898)
- Vojenský záslužný kříž (1907)
- Vojenský jubilejní kříž (1908)
- Řád železné koruny III. třídy (1909)

### Zahraničí
- Řád sv. Anny II. třídy (1903, Rusko)
- Řád pruské koruny II. třídy (1903, Německo)
- komandér Danebrožského řádu (1903, Dánsko)
- komandér Řádu meče (1903, Švédsko)
- Řád Medžidie II. třídy (1906, Osmanská říše)